# Шлукнов
Шлукнов (чеськ. Šluknov; у минулому — нім. Schluckenau) — місто на півночі Чехії, неподалік від кордону з Німеччиною, розташоване в Устецькому краї.

## Історична довідка
Місто було засноване в XIV столітті на місці старого слов'янського поселення Сланкнов.
У 1710 і 1830 постраждало від двох великих пожеж. У 1813 під час Наполеонівських воєн через місто проходила армія чисельністю в 200 тисяч осіб. Сталися масові пограбування населення.
В період першої Чехословацької Республіки місто було центром Судето-німецької партії Конрада Генляйна. У 1930 в Шлукнові жило 5578 осіб, переважно — німці. Після окупації вермахтом нечисленна чеська громада була вигнана в центральні райони Чехії.
Після Другої світової війни у 1945 на основі Декретів Бенеша німецькомовне населення міста було позбавлене власності і виселене з країни. Лише тоді тільки деякі чехи погодилися оселитися в цьому віддаленому містечку. Сьогодні регіон вважається проблемним. Чисельність населення становить лише 1/7 частину довоєнного. Велика частина населення — цигани, серед яких поширено безробіття.

## Пам'ятки
- Ренесансний замок Шлукнова.
- Бароковий костел Святого Вацлава з 1714, побудований на місці попереднього,  знищеного вогнем.
- Хресна дорога із скульптурами Страстей Христових.

## Населення
| Рік  | Чисельність | Чисельність |
| ---- | ----------- | ----------- |
| 1869 | 11 995      | [ 7 ]       |
| 1880 | 12 390      | [ 7 ]       |
| 1890 | 12 527      | [ 7 ]       |
| 1900 | 12 983      | [ 7 ]       |
| 1910 | 13 685      | [ 7 ]       |
| 1921 | 12 414      | [ 7 ]       |
| 1930 | 13 479      | [ 7 ]       |

| Рік  | Чисельність | Чисельність |
| ---- | ----------- | ----------- |
| 1950 | 6428        | [ 7 ]       |
| 1961 | 6128        | [ 7 ]       |
| 1970 | 5820        | [ 7 ]       |
| 1980 | 6204        | [ 7 ]       |
| 1991 | 5568        | [ 7 ]       |
| 2001 | 5658        | [ 7 ]       |
| 2011 | 5404        | [ 7 ]       |

| Рік  | Чисельність | Чисельність |
| ---- | ----------- | ----------- |
| 2014 | 5618        | [ 8 ]       |
| 2016 | 5614        | [ 9 ]       |
| 2017 | 5611        | [ 10 ]      |
| 2018 | 5563        | [ 11 ]      |
| 2019 | 5615        | [ 12 ]      |
| 2020 | 5653        | [ 13 ]      |
| 2021 | 5727        | [ 14 ]      |

| Рік  | Чисельність | Чисельність |
| ---- | ----------- | ----------- |
| 2021 | 5490        | [ 15 ]      |
| 2022 | 5721        | [ 16 ]      |
| 2023 | 5744        | [ 17 ]      |
| 2024 | 5698        | [ 18 ]      |
| 2025 | 5629        | [ 5 ]       |

| Рік  | Чисельність | Чисельність |
| ---- | ----------- | ----------- |
| 1869 | 11 995      | [ 7 ]       |
| 1880 | 12 390      | [ 7 ]       |
| 1890 | 12 527      | [ 7 ]       |
| 1900 | 12 983      | [ 7 ]       |
| 1910 | 13 685      | [ 7 ]       |
| 1921 | 12 414      | [ 7 ]       |
| 1930 | 13 479      | [ 7 ]       |

| Рік  | Чисельність | Чисельність |
| ---- | ----------- | ----------- |
| 1950 | 6428        | [ 7 ]       |
| 1961 | 6128        | [ 7 ]       |
| 1970 | 5820        | [ 7 ]       |
| 1980 | 6204        | [ 7 ]       |
| 1991 | 5568        | [ 7 ]       |
| 2001 | 5658        | [ 7 ]       |
| 2011 | 5404        | [ 7 ]       |

| Рік  | Чисельність | Чисельність |
| ---- | ----------- | ----------- |
| 2014 | 5618        | [ 8 ]       |
| 2016 | 5614        | [ 9 ]       |
| 2017 | 5611        | [ 10 ]      |
| 2018 | 5563        | [ 11 ]      |
| 2019 | 5615        | [ 12 ]      |
| 2020 | 5653        | [ 13 ]      |
| 2021 | 5727        | [ 14 ]      |

| Рік  | Чисельність | Чисельність |
| ---- | ----------- | ----------- |
| 2021 | 5490        | [ 15 ]      |
| 2022 | 5721        | [ 16 ]      |
| 2023 | 5744        | [ 17 ]      |
| 2024 | 5698        | [ 18 ]      |
| 2025 | 5629        | [ 5 ]       |

|  |

## Галерея

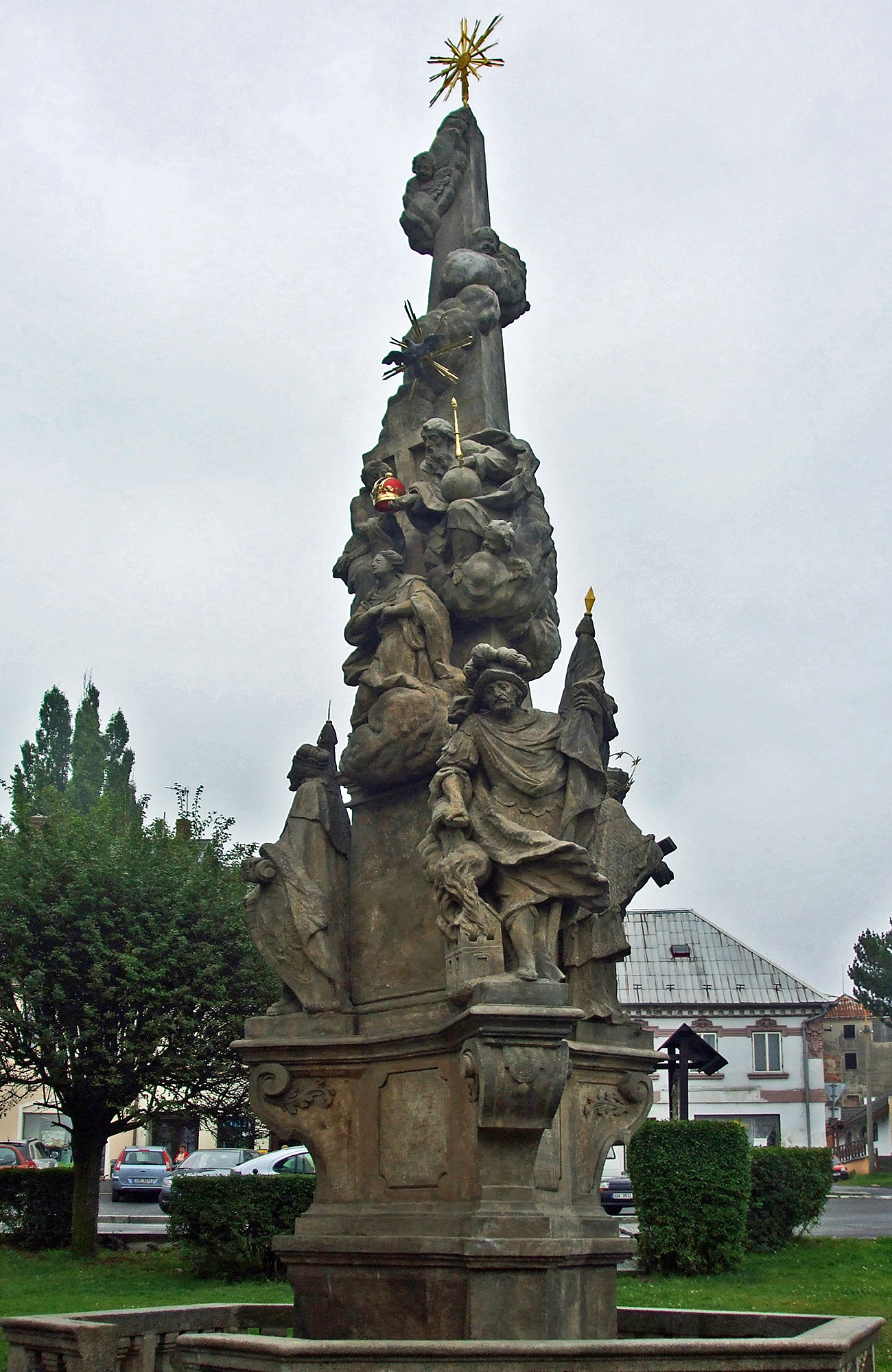
Чумний стовп
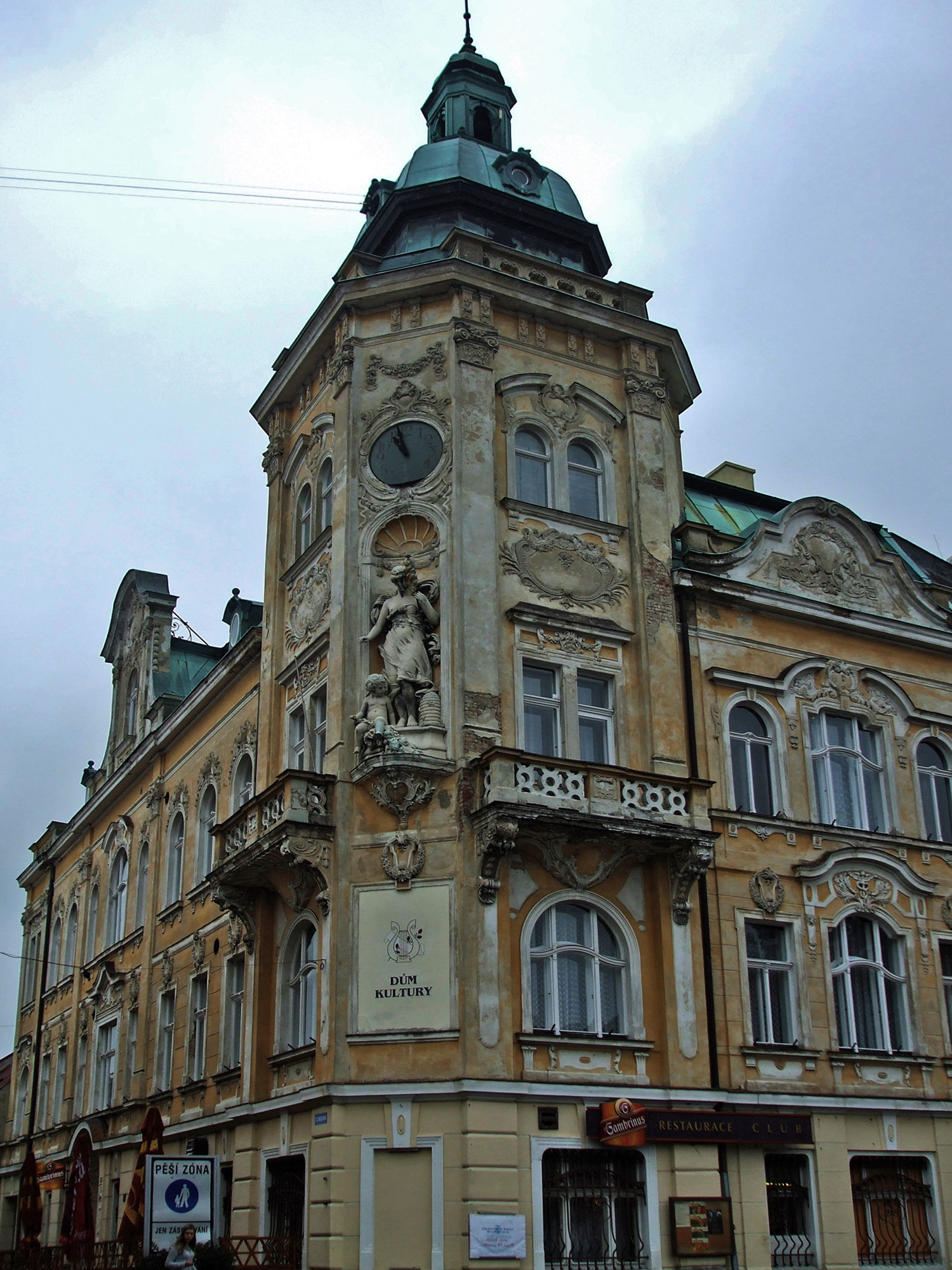
Будинок культури
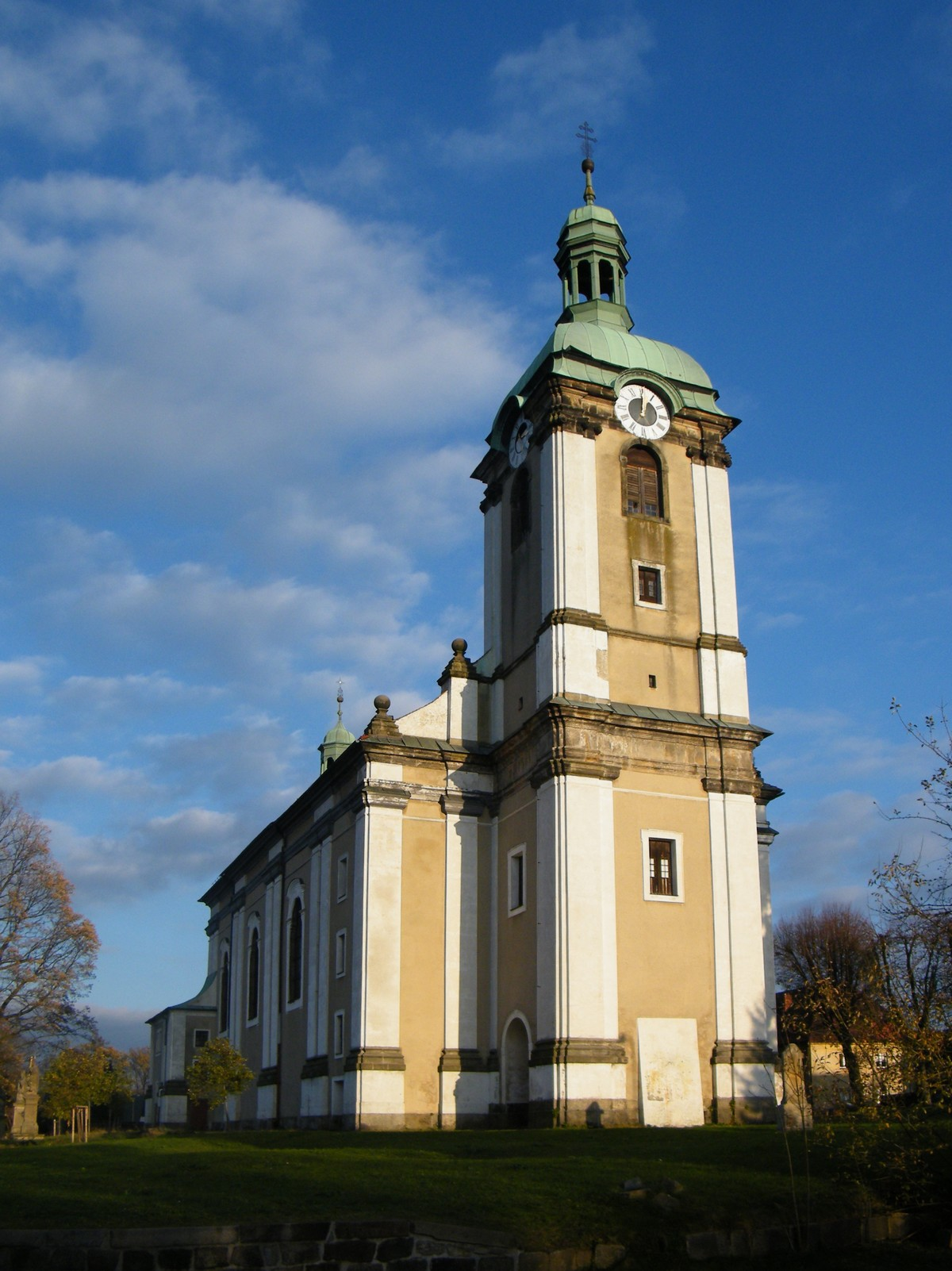
Костел Св. Вацлава
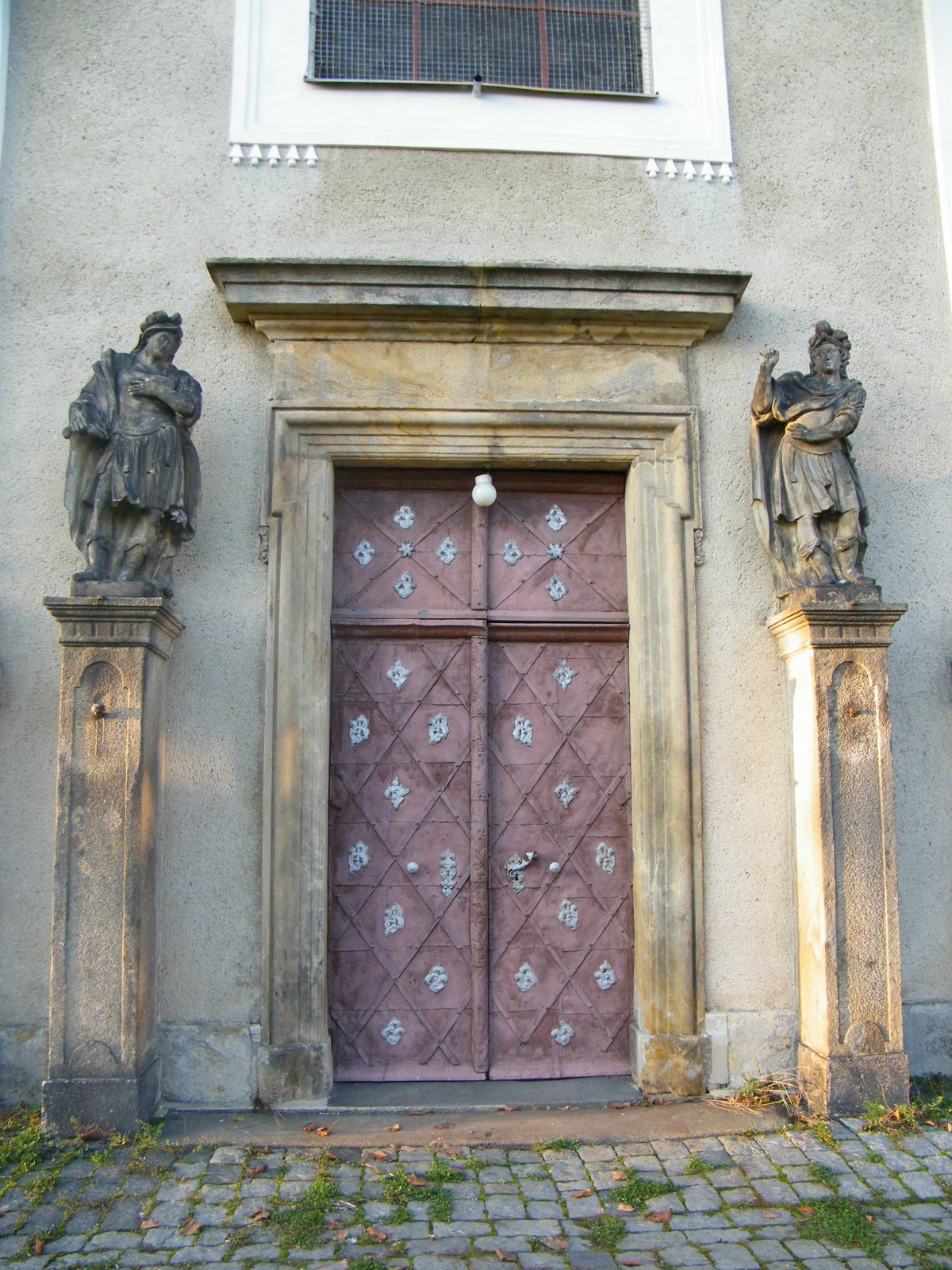
Вхід у костел зі скульптурами
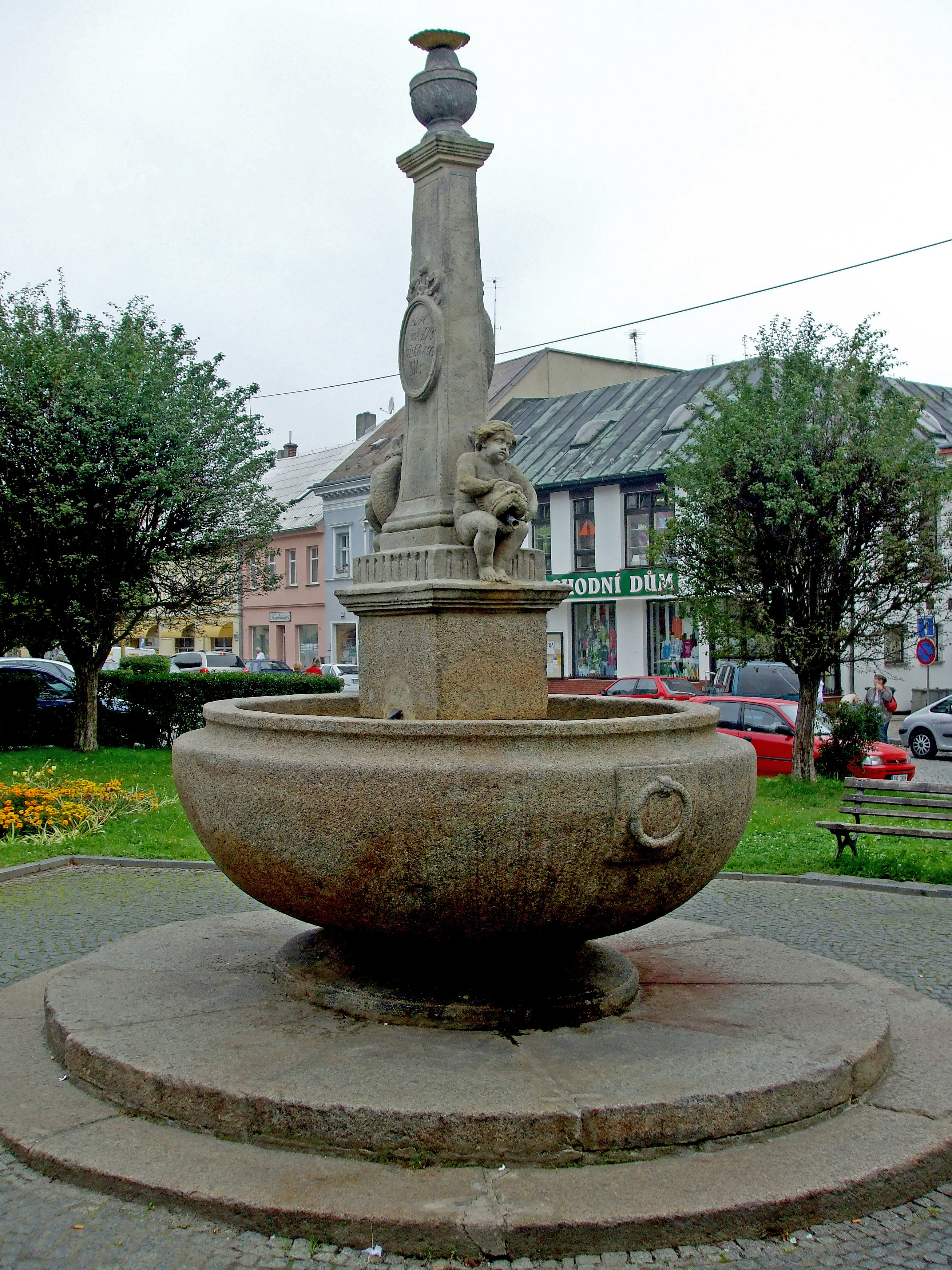
Фонтан
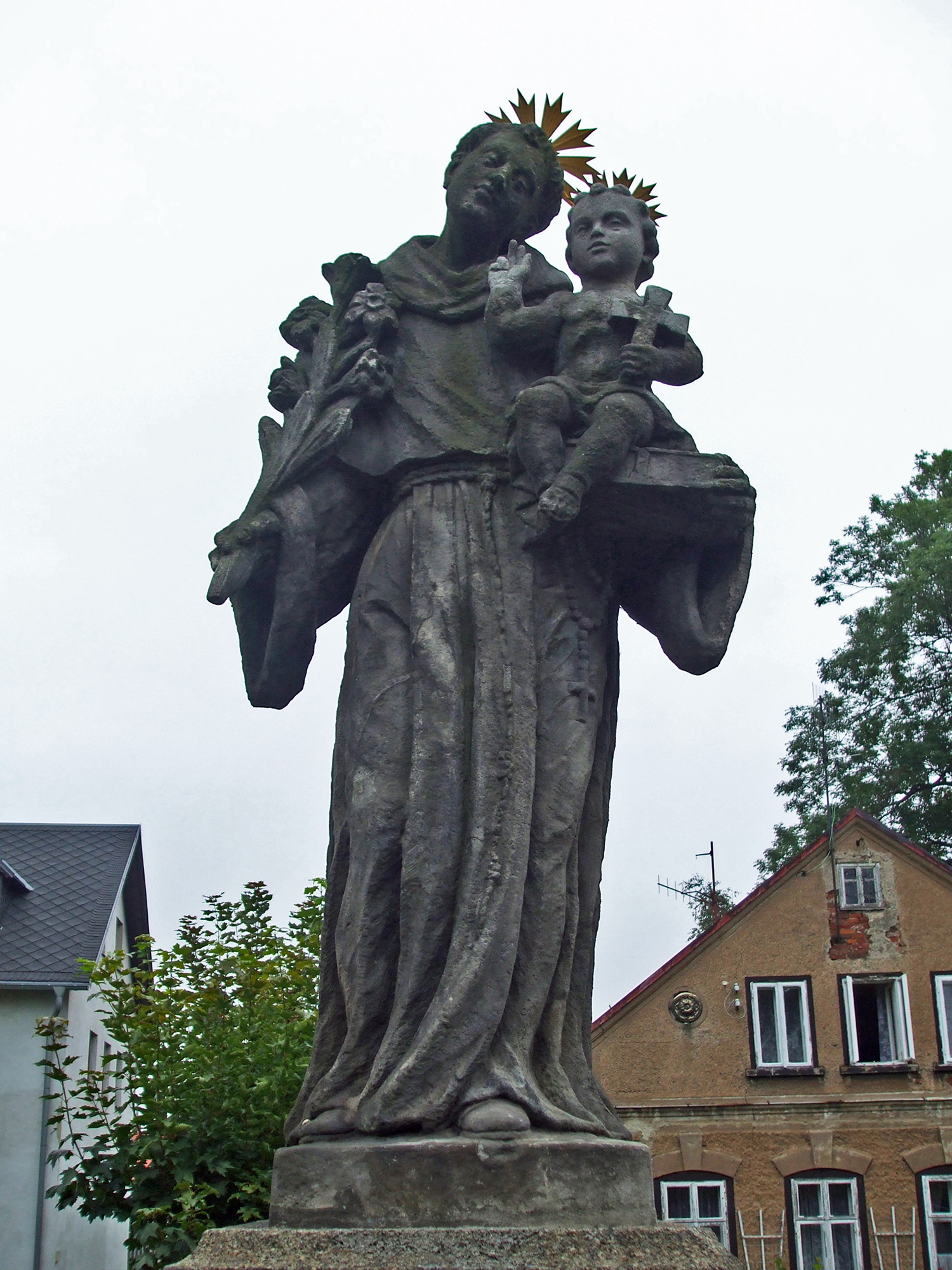
Статуя Св. Антонія
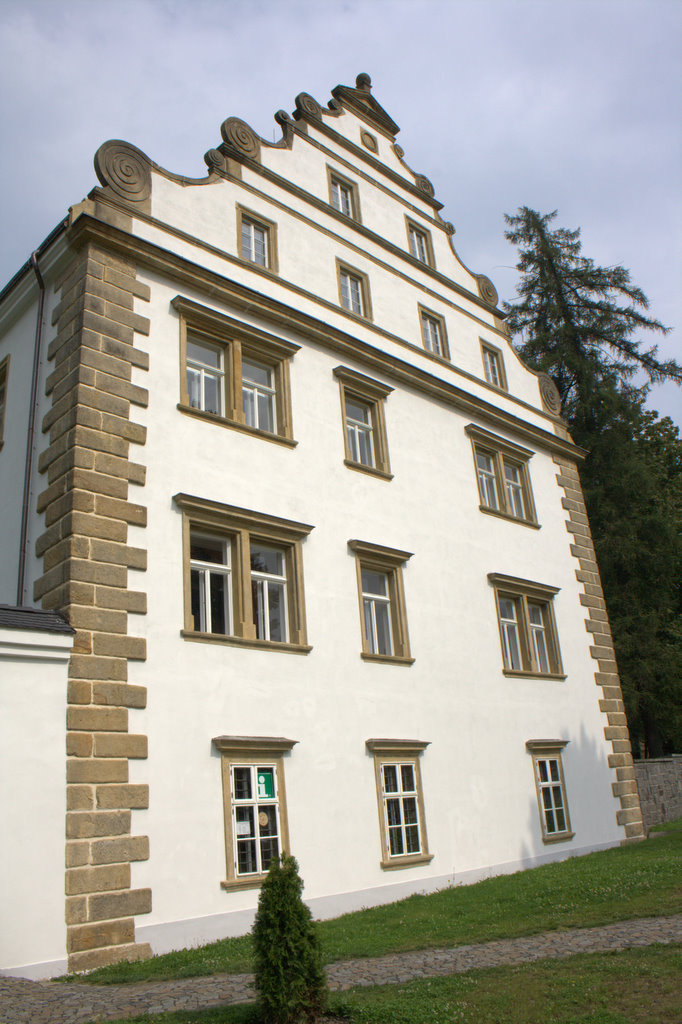
Замок